# Plaza de toros Monumental de Huelva
La Plaza de Toros Monumental de Huelva, con capacidad para unos catorce mil espectadores, se inauguró el 2 de agosto de 1968 con una corrida en la que tomaron parte los matadores Miguel Báez Espuny "Litri", Ángel Teruel y El Cordobés. Se lidiaron toros de la ganadería onubense de Celestino Cuadri. El último festejo tuvo lugar el 5 de agosto de 1981, un espectáculo cómico-taurino denominado "El Empastre" con el que tradicionalmente se ponía fin al cartel de Las Fiestas Colombinas. 
El progresivo deterioro del edificio del Recinto Colombino, muy próximo a la Ría de Huelva, provocó su cierre en el año 1982. Este año los toros se vieron en una plaza portátil ubicada junto a La Monumental. En 1983 se instaló una nueva estructura portátil en la barriada de La Hispanidad y en 1984 se reinauguró la antigua plaza de toros de La Merced.
Finalmente fue demolida el 1 de junio de 1997.
- Datos: Q5690200